# Chondrostoma regium
Chondrostoma regium és una espècie de peix cipriniforme de la família dels ciprínids que es troba al sud d'Anatòlia (Turquia) i a l'Orient Pròxim (conques dels rius Tigris i Eufrates).